# Xã Mount Vernon, Quận Lawrence, Missouri
Xã Mount Vernon (tiếng Anh: Mount Vernon Township) là một xã thuộc quận Lawrence, tiểu bang Missouri, Hoa Kỳ. Năm 2010, dân số của xã này là 7.560 người.